# Baltimore (jazz)
Pour les articles homonymes, voir Baltimore (homonymie).
Clip vidéo
[vidéo] « Baltimore - Clarence Williams' Blue Five Orchestra (1927) », sur YouTube
[vidéo] « Baltimore - Fred Rich And His Hotel Astor Orchestra », sur YouTube
Baltimore est une chanson de jazz americain, enregistrée en 1927 par Clarence Williams,, en disque 78 tours chez Vocalion Records, avec la voix de la chanteuse de blues Katherine Henderson (en).

## Histoire
Jimmy McHugh, Irving Kahal (en) et Dan Healy écrivent et composent ce titre inspiré du early jazz, du jazz Nouvelle-Orléans, du charleston et du swing des années 1920, avec des paroles jazz blues sur le thème d'un « couple dont l'homme est parti à Baltimore (près de New York) et qui a promis à son épouse de lui écrire tous les jours... ». « Quand ton homme est parti à Baltimore, tu pleures le blues, tu pleures le blues, il a dit « Je t'écrirai tous les jours », c'est un mensonge, tu sais que c'est vrai, tu t'assois près de la boîte aux lettres et tu attends, mais aucune nouvelle n'arrive, maintenant tu dis que tu lui fais confiance, mais il s'amuse, dépense ton argent, et esquive tout le monde, alors ne laisse pas ton homme aller à Baltimore, ne sois pas une oie, parce que les femmes de Baltimore, lui feront sûrement perdre la tête... ». 
Le titre est enregistré en 1927 à New York par Clarence Williams avec son Blue Five Orchestra, avec la voix de sa nièce Katherine Henderson (en), en disque 78 tours chez Vocalion Records (avec le titre Carolina Bound en face A), pendant la période Renaissance de Harlem de l'ère du jazz.

## The Clarence Williams' Blue Five Orchestra
Clarence Williams au piano stride, Katherine Henderson (en) (sa nièce) au chant, Ed Allen au cornet à pistons, Charlie Irvis (en) au trombone, Arville Harris (en) à la clarinette et au saxophone ténor,  Leroy Harris Sr. (en) au banjo et Floyd Casey (de) à la batterie,.

## Reprises et adaptations
Ce succès des années 1920 est repris entre autres par Fletcher Henderson, Fred Rich (en) ou Louis Prima...